# Opowiadania indyjskie
Opowiadania indyjskie – zbiór opowiadań Jerzego Krzysztonia wydany w 1953 roku przez wydawnictwo PAX. Przedmowę do książki napisał Antoni Gołubiew. Książka zawiera słowniczek wyrazów obcych.
Pierwsze z opowiadań (Wspomnienie indyjskie) to debiut 18-letniego Krzysztonia (w 1949). Krzysztoń zwraca się  w nim do pewnego Indusa: gdy będę odchodził w ostatnią życiu wędrówkę, staniesz przede mną, wysoki i jasny jak wtedy, z odrobiną świętości w dłoni, małym okruchem opłatka. I przełamiemy się, Ty z Południa i ja z Północy, w wielkiej ciszy, bez słów. Bo słowa są zbyteczne. Opowiadania zostały napisane na podstawie przeżyć autora, który w 1942 roku wywieziony do Kazachstanu, ewakuowany wraz z armią Andersa  w latach 1944-1947 przebywał w Indiach, a następnie w Ugandzie. Pobyt w Afryce został odzwierciedlony w opowiadaniach Ręce i Plantacja. Pozostałe opowiadania wiążą się ze wspomnienia z Indii. Krzysztoń pokazuje w nich przede wszystkim człowieka biednego, często bezsilnego, doświadczającego głodu. Ulica Chwringhee czy Białogeby rozgrywają się w Bombaju. Ostatnie z opowiadań przy pralniach mumbajskich koło Mahalakszmi ghatu, w 1942 roku, w czas, gdy Gandhi rzucił Brytyjczykom wyzwanie, ogłaszając hasło Opuście Indie!. 